# Messenger of the Gods: The Singles
Messenger of the Gods: The Singles è una raccolta postuma del cantante Freddie Mercury, pubblicata il 2 settembre 2016 dalla Mercury Records.

## Il disco
L'album è il quinto greatest hits postumo di Mercury, uscito il 2 settembre 2016 per celebrare il 70º anniversario del cantante avvenuto il 5 settembre 2016.
Il disco è uscito in due formati: 
- Edizione standard 2 CD
- Edizione limitata Box 13 vinili colorati

## Tracce CD
Disco 1 - The Singles
1. Living on My Own - 3:05
2. The Great Pretender - 3:25
3. In My Defence - 3:52
4. Love Kills - 4:27
5. Barcelona (Single Version) - 4:24
6. Made In Heaven (Single Remix) - 4:09
7. Time - 3:59
8. Love Me Like There's No Tomorrow - 3:44
9. I Was Born to Love You - 3:40
10. The Golden Boy (Single Edit) - 5:13
11. I Can Hear Music - 3:23
12. How Can I Go On (Single Version) - 3:57
13. Living on My Own (No More Brothers Radio Mix) - 3:35

Disco 2 - The B-Sides
1. Goin' Back - 3:31
2. Let's Turn It On - 3:39
3. My Love Is Dangerous - 3:39
4. She Blows Hot and Cold - 3:37
5. Living on My Own (Julian Raymond Album Mix) - 3:39
6. Stop All The Fighting - 3:17
7. Time (instrumental) - 3:23
8. Exercises in Free Love (Freddie Mercury Vocal) - 3:57
9. Exercises in Free Love (Montserrat Caballé Vocal) - 4:02
10. The Fallen Priest (B-Side Edit) - 2:55
11. Overture Piccante - 6:40
12. Love Kills (Wolf Euro Mix) - 3:25

## Tracce Vinile
Disco 1
1. Lato A: I Can Hear Music (Larry Lurex)
2. Lato B: Goin' Back (Larry Lurex)

Disco 2
1. Lato A: Love Kills

Disco 3
1. Lato A: I Was Born to Love You
2. Lato B: Stop All The Fighting

Disco 4
1. Lato A: Made in Heaven (Single Remix)
2. Lato B: She Blows Hot and Cold

Disco 5
1. Lato A: Living on My Own (Single Edit)
2. Lato B: My Love Is Dangerous

Disco 6
1. Lato A: Love Me Like There's No Tomorrow
2. Lato B: Let's Turn It On

Disco 7
1. Lato A: Time
2. Lato B: Time (Instrumental)

Disco 8
1. Lato A: The Great Pretender
2. Lato B: Exercises in Free Love (Freddie Mercury Vocal)"

Disco 9
1. Lato A: Barcelona (Single Version)"
2. Lato B: Exercises in Free Love (Montserrat Caballé Vocal)"

Disco 10
1. Lato A: The Golden Boy (Single Edit)"
2. Lato B: The Fallen Priest

Disco 11
1. Lato A: How Can I Go On (Single Version)
2. Lato B: Overture Piccante

Disco 12
1. Lato A: In My Defence
2. Lato B: Love Kills (Wolf Euro Mix)

Disco 13
1. Lato A: Living on My Own (No More Brothers Remix)
2. Lato B: Living on My Own (Julian Raymond Album Mix)